# 卞錫
卞錫（1529年—1562年），字叔孝，號豹山、颖山，浙江嘉興府嘉善縣人，民籍，明朝政治人物。

## 生平
嘉靖三十四年（1555年）乙卯科浙江鄉試第二十四名舉人。嘉靖三十五年（1556年）聯捷丙辰科會試第八十九名，三甲第一百三十七名進士。礼部观政，授中书舍人，四十年升吏部主事，四十一年卒。

## 家族
曾祖卞翮，壽官；祖父卞訓，壽官；父卞玉，教諭封中书舍人。母徐氏，封太孺人。兄金、镃（倉大使）、鎧、铸，俱生员；䥓、镒、鏊（生员）。